# Heini Schaumann
Heinrich „Heini“ Schaumann (* 19. Februar 1916 in Berchtesgaden; † 2. April 1945 bei Troppau) war ein deutscher Skisportler und Unteroffizier, zuletzt im Dienstgrad eines Oberfeldwebels.

## Leben
Schaumann war von Kindheit an ein Skisportler (alpine Disziplinen, Skispringen und Skilanglauf). Er war Soldat im Gebirgsjäger-Regiment 100 in Bad Reichenhall und war Teilnehmer an den Nordischen Skiweltmeisterschaften 1939 in Zakopane. Im Mannschaftswettbewerb Militärpatrouillenlauf gewann er im Dienstgrad Obergefreiter zusammen mit Oberleutnant Gaum, Oberjäger Fritz Zängl und Gefreiter Speckbacher den Weltmeistertitel.
Als Soldat nahm er während des Zweiten Weltkriegs an den Feldzügen gegen Polen, Frankreich, Griechenland, Kreta und zuletzt gegen Russland teil. Er wurde mit dem Eisernen Kreuz erster und zweiter Klasse ausgezeichnet.